# 埼玉県特別機動援助隊
埼玉県特別機動援助隊（さいたまけんとくべつきどうえんじょたい、埼玉SMART）は、埼玉県内で大規模災害が発生した際に県知事の要請で消防本部、防災航空隊、DMATにより編成される部隊である。

## 概要
阪神・淡路大震災を教訓に、埼玉県庁は1996年（平成8年）5月8日に県内で発生した地震などの大規模災害時に、消防機関と医療機関が連携した救出・救助体制の整備を図ることを目的とした「彩の国レスキュー隊」が創設された。彩の国レスキュー隊は大規模災害時に県下14消防本部と医療チーム、埼玉県防災航空隊で編成され部隊総人員は211名であった。
しかし、新潟県中越地震での東京消防庁の消防救助機動部隊（ハイパーレスキュー）の活動実績やJR福知山線脱線事故などの教訓から、地震などの自然災害や列車脱線事故など特殊災害に対応するために、新たに高度な救助機材を有し特別な教育・訓練を受けた高度な救助部隊の整備が必要と考えた。
そこで、2006年7月19日に彩の国レスキュー隊を改組して大規模災害時に埼玉県知事の指示・要請で編成される「埼玉県特別機動援助隊」愛称：埼玉SMART（Special Mobile Assistance Rescue Team）が創設された。
創設時の埼玉特別機動援助隊は、SMARTに登録されている埼玉県下7消防本部の特別救助隊により編成される「機動救助隊」、埼玉県災害派遣医療チーム「埼玉DMAT」、「埼玉県防災航空隊」の3部門で編成されていた。
創設に伴い、登録消防本部の救助隊に電磁波人命探査装置など、高度救助資機材が配備された。後にさいたま市消防局の特別高度救助隊(さいたまブレイブハート)や県内消防本部の高度救助隊を中心とする編成となる。機動救助隊の隊員は埼玉SMARTとして出動する際は埼玉SMARTと書かれた紺色と赤を基調としたベストを着用（旧デザインは黒を基調としたベストであった）。
2016年3月30日には、新たに3消防本部の救助隊を登録し、機動救助隊が10消防本部から11隊、埼玉DMATが21医療機関、防災航空隊3機の体制となる。
2019年に、埼玉SMART各隊の災害現場活動全般を統括する「SMART指揮隊」が創設され、さいたま市消防局の指揮隊が登録された。「SMART指揮隊」、「機動救助隊」、「埼玉県災害派遣医療チーム：埼玉DMAT」、「埼玉県防災航空隊」の4部門編成となる。さらにSMART指揮隊及び機動救助隊のヘルメットを、紺色を基調としたデザインのものに統一した。
2021年に再編されて埼玉県内全消防本部の指揮隊、消火隊、救助隊、救急隊が登録された。
県内27消防本部からなる「消防機関（埼玉県下消防相互応援協定）」、県内22医療機関からなる「埼玉県災害派遣医療チーム：埼玉DMAT」、県内の消防防災ヘリコプターを運用する「埼玉県防災航空隊」の3部門で編成となる。

年1回、埼玉県特別機動援助隊合同訓練が行われる。この訓練には、埼玉県特別機動援助隊登録機関だけではなく、訓練を実施する市町村近隣の消防本部も参加する大規模なものである。

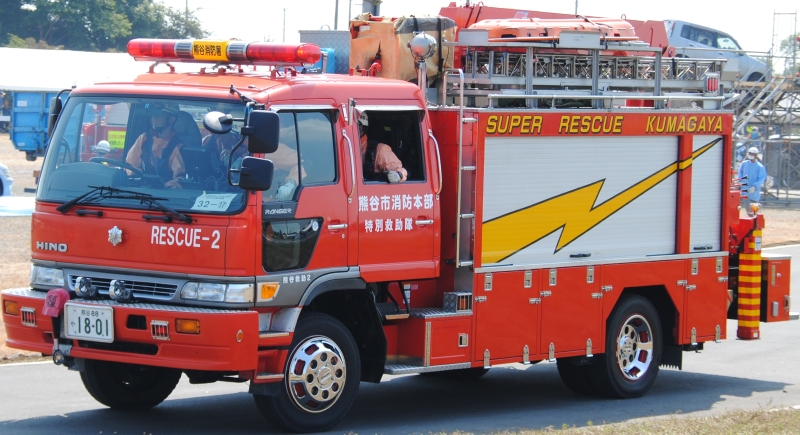
SMARTとして訓練に参加する熊谷市消防救助隊（隊員は黒いSMARTベスト着用）
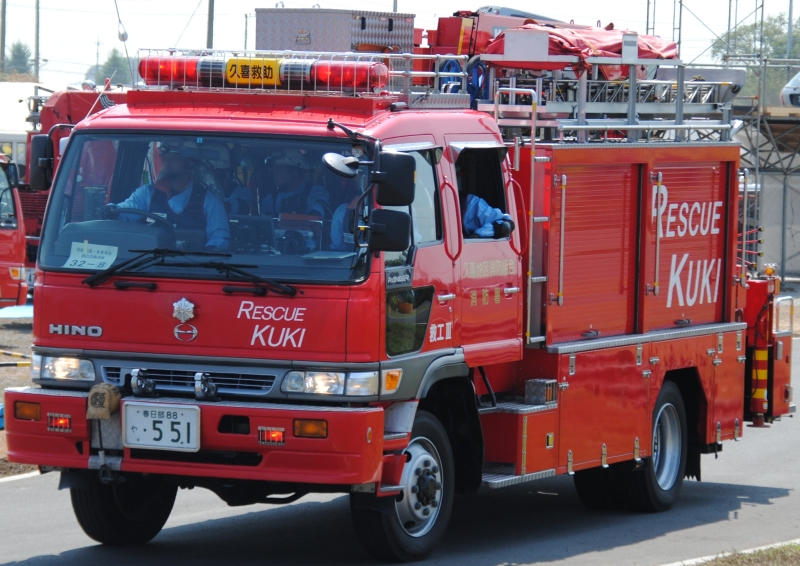
SMARTとして訓練に参加する久喜地区消防救助隊（現埼玉東部消防組合。隊員は黒いSMARTベスト着用）
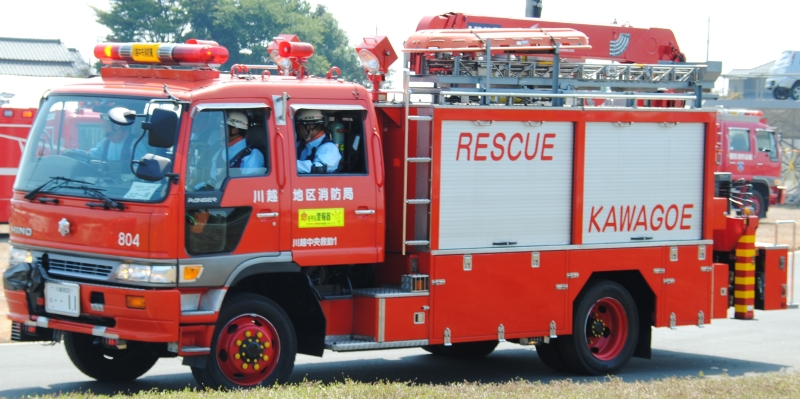
SMARTとして訓練に参加する川越地区消防救助隊（隊員は黒いSMARTベスト着用）
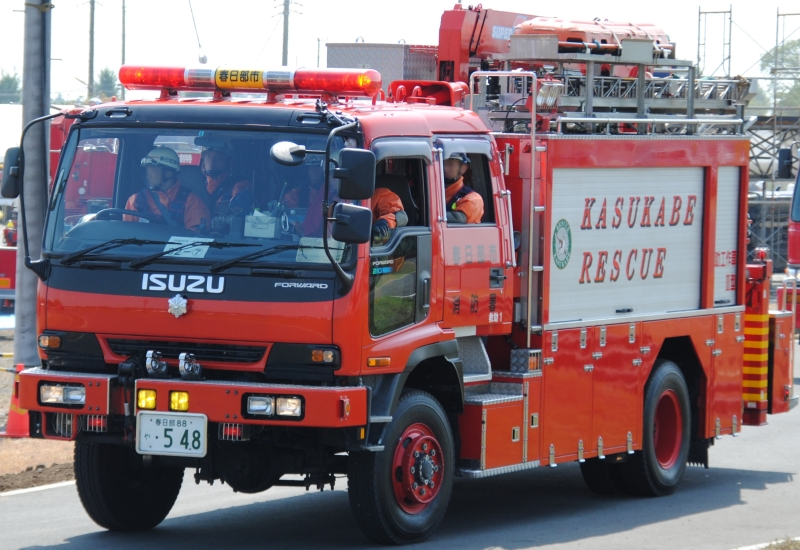
SMARTとして訓練に参加する春日部市消防救助隊（隊員は黒いSMARTベスト着用）